# دوم كينيدي
دوم كينيدي (بالإنجليزية: Dom Kennedy) هو رابر وكاتب أغاني أمريكي، ولد في 22 أغسطس 1984 في لوس أنجلوس في الولايات المتحدة.

## وصلات خارجية
- الموقع الرسمي
- دوم كينيدي على موقع ميوزك برينز (الإنجليزية)
- دوم كينيدي على موقع أول ميوزيك (الإنجليزية)
- دوم كينيدي على موقع ديسكوغز (الإنجليزية)